# Дива Луганщини
Дива Луганщини — україномовний телепроєкт Луганського місцевого (першого регіонального) телеканалу ЛОТ, радіостанції "Пульс" і інформагентства Cxid.info, що розпочався у лютому 2010 року. У щотижневих (кожної п'ятниці) випусках телепередачі журналісти розповідали про найцікавіші пам'ятки краю, а глядачам пропонувалось голосувати за ті, які їм найбільше подобаються.
За допомогою археологів, краєзнавців і місцевої влади організатори виділили серед більш ніж 4 тис. різноманітних пам'яток луганщини 30 пам'яток архітектури, 10 природних і 7 археологічних пам'яток. Після цього співставивши їх впізнаваність і унікальну цінність, для показу у відбірковому турі вибрали 12 "див". Проєкт мав на меті популяризувати луганщину серед туристів та підштовхнути місцеву владу до створення та покращення туристичної інфраструктури.
- Найбільшу кількість голосів глядачі віддали за Парк-музей кам'яних статуй[3] на території луганського університету — тут зібрано понад 70 "кам'яних баб" з усієї області. Він набрав 16465 голосів.

- 2 місце  зайняла Успенська церква (Новопсковський район, с. Осинове) – 10953 голосів
- 3 місце - Деркульський кінний завод (Біловодський район, с. Данилівка) – 10475 голосів.
- 4 місце  зайняв Меморіальний комплекс Міус-фронт (м. Красний Луч, лівий берег р. Міус) — 4938
- 5 місце - Старобільський жіночий монастир (м. Старобільськ) – 2512
- 6 місце - Заповідне урочище Киселева балка[4] (Станично-Луганський район, поблизу с. Золотарівка) – 1886. [5]